# 무사의 레시피
무사의 레시피(武士の献立, Bushi no Kondate)는 일본에서 제작된 아사하라 유조 감독의 2013년 서사, 드라마, 코미디 영화이다. 우에토 아야 등이 주연으로 출연하였다.

## 출연

### 주연
- 우에토 아야
- 코라 켄고
- 요 키미코
- 니시다 토시유키

### 조연
- 나루미 리코
- 나츠카와 유이